# راینهایتسگبوت
راینهایتسگبوت (تلفظ آلمانی: [ˈʁaɪnhaɪtsɡəboːt] ()، ترجمهٔ تحت‌الفظی: «دستور خلوص») به گروهی از قوانین گفته می‌شود که در آلمان و امپراتوری مقدس روم افزودنی‌ها به آبجو را محدود می‌کرد. معروفترین نسخه آن در بایرن در سال ۱۵۱۶ (توسط ویلیام چهارم) تصویب شد اما قوانین مشابهی قبلتر نوشته شده‌بودند و قوانین کنونی با نسخه بایرن بسیار متفاوتند.
این دستور خلوص فقط در بایرن اجرایی بود و در سال ۱۹۰۶ در کل آلمان تصویب شد و هیچ‌گاه حالت اجرایی در خارج از آلمان نداشته‌است.
نسخه سال ۱۵۱۶ بایرن تنها اجازه افزودن آب، جو و رازک را می‌دهد. مخمر را به عنوان یک افزودنی ذکر نشده‌است اما در آن زمان مخمر یک افزودنی محسوب نمی‌شد. هر افزودنی دیگری که در طول تولید آبجو اضافه شود، باعث می‌شود دیگر به طور قانونی به آن آبجو نتوان گفت.